# Brian Lara

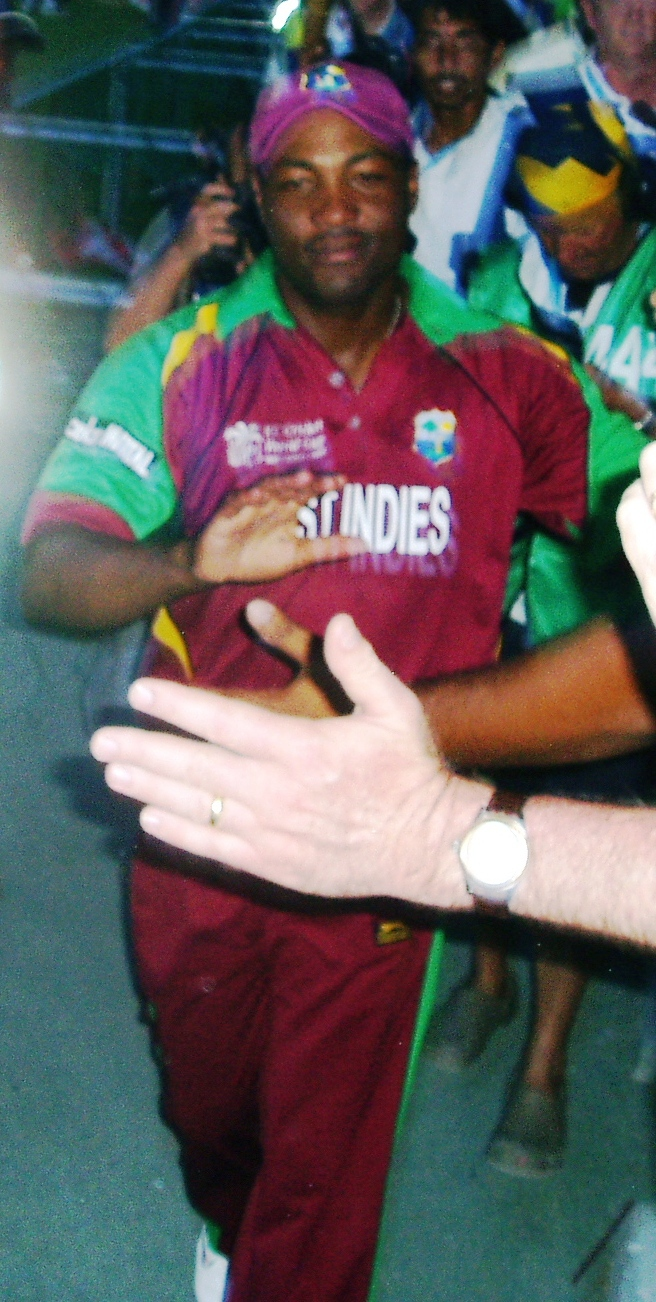
Brian Lara tijdens een ereronde

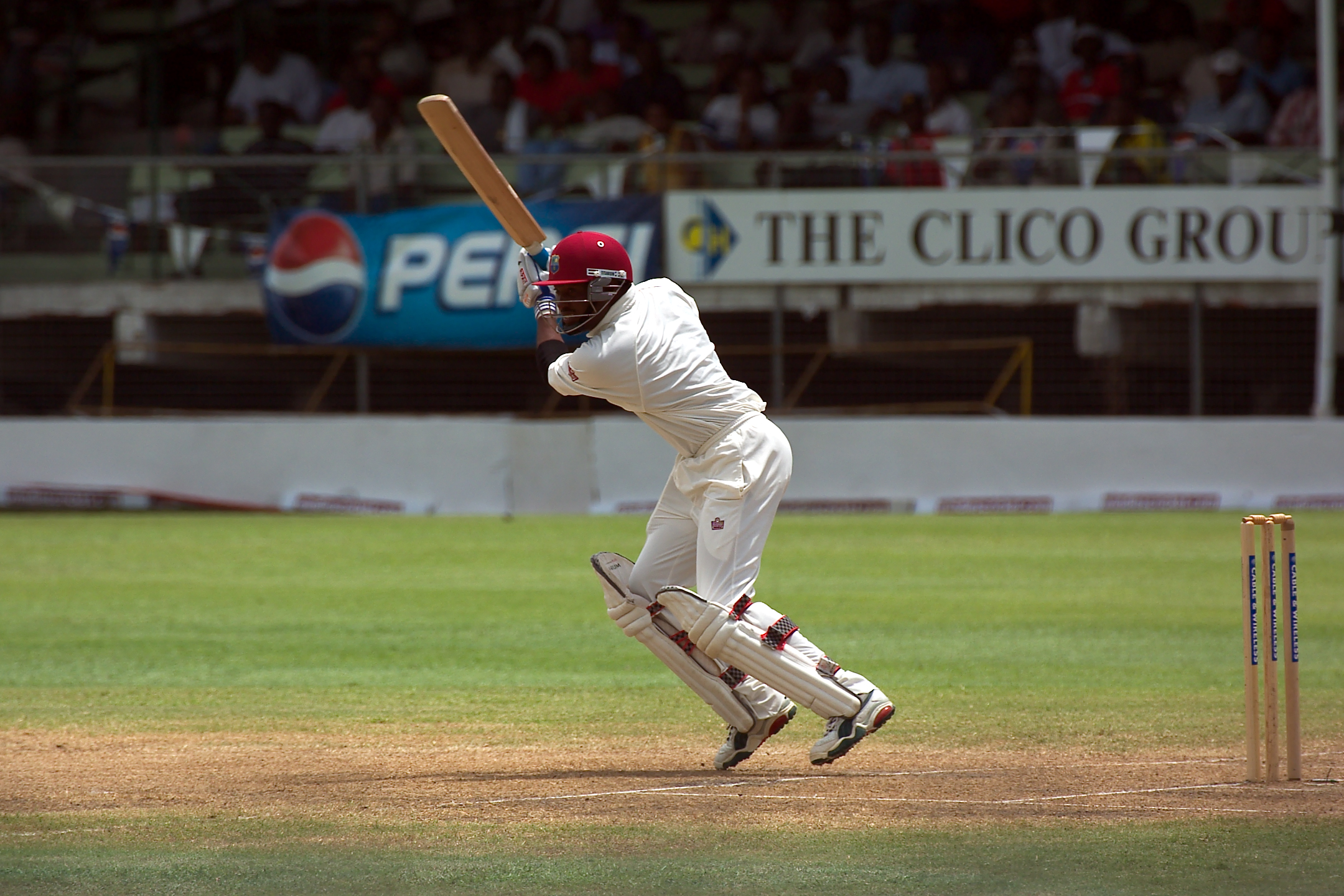
Brian Lara in actie

Brian Lara (Santa Cruz, Trinidad en Tobago, 2 mei 1969) is een Trinidadiaans cricketspeler die uitkwam voor het West-Indisch cricketelftal.

## Biografie
Lara is een van de beste batsmen ooit, verschillende internationale records staan op zijn naam. Een century is een mijlpaal die wordt bereikt wanneer een speler in één wedstrijd de 100 runs behaald. Lara is de enige speler ooit, die tijdens een test-match een viervoudige century heeft behaald (400 not out) en één van twee spelers die twee keer een drievoudige century hebben bereikt. Daarnaast heeft hij ook het record in handen voor het hoogste aantal test-runs aller tijden. Daarnaast bezit hij ook het record voor de hoogste individuele score in first class cricket (501 not out).
Op zijn vijftiende kwam Lara voor het eerst uit voor het Onder-19 team van West-Indië. In 1987 brak hij het jeugd battingrecord van West-Indië, en in het daarop volgende jaar kwam hij uit voor de ploeg van Trinidad en West-Indië Onder-23. Door de dood van zijn vader werd zijn debuut in het hoofdteam uitgesteld maar in 1990 was hij de Trinidad en Tobago's jongste captain ooit en maakte hij zijn testdebuut voor West-Indië.
Op 16 december 2006 passeerde Lara de grens van 10.000 runs in eendagswedstrijden (ODI). Samen met Sachin Tendulkar is hij de enige speler die in beide vormen van cricket (Test en ODI), deze grens heeft overschreden.